# Tsuchigumo

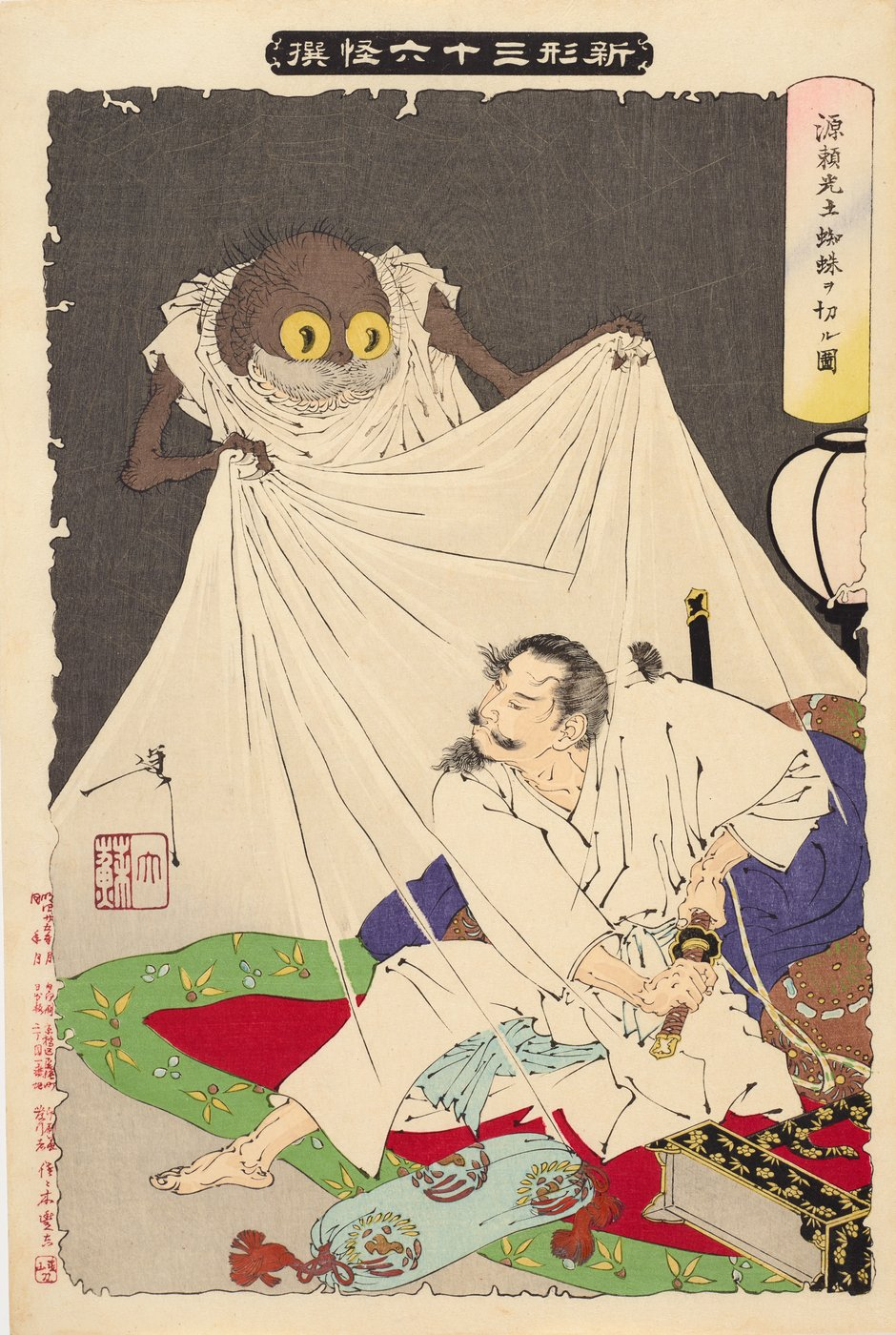
Lo tsuchigumo, di Tsukioka Yoshitoshi, datato ottobre 1892.

Gli tsuchigumo (土蜘蛛? "ragni di terra") sono creature leggendarie (yōkai) della mitologia giapponese, descritti come ragni intelligenti e dalle dimensioni enormi.

## Origini
Sembra che gli tsuchigumo mitologici siano basati su un'antica popolazione dalle abitudini cavernicole che abitò in passato alcune regioni montuose del Giappone; dal punto di vista dei giapponesi i loro arti erano sproporzionatamente lunghi rispetto al corpo e il loro carattere violento, suggerendo l'associazione mitica con i ragni. Questa interpretazione tradizionale è però contestata da alcuni studiosi.

## Mito

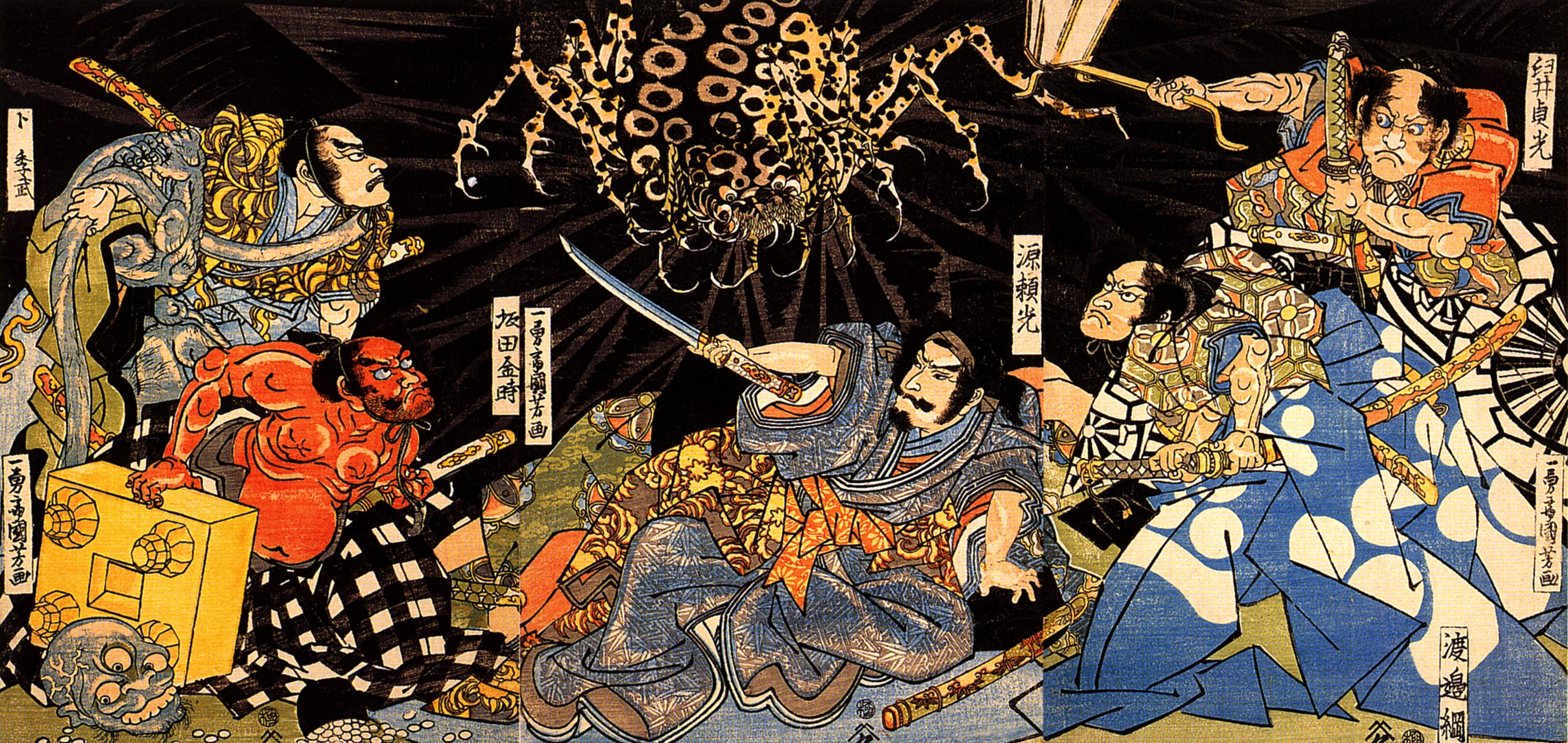
Raikō tormentato dallo tsuchigumo, dipinto di Utagawa Kuniyoshi (1798-1861).

Il mito più noto che ha per protagonista uno tsuchigumo è quello associato all'eroe epico Minamoto no Yorimitsu, meglio conosciuto come Minamoto no Raikō. Del mito esistono più versioni: in alcune il demone si presenta con le sembianze di una splendida donna che seduce l'eroe, in altre come un ragazzo che entra al suo servizio, in altre come un monaco buddhista. In ogni caso, l'eroe non si accorge della vera natura della creatura, mentre la sua salute peggiora sempre più rapidamente; divenuto ormai sospettoso dell'ospite, lo attacca all'improvviso, e mentre la creatura fugge le illusioni da lei create si dissolvono, rivelando una tela di ragno intorno a Raikō, che con l'aiuto dei suoi uomini si libera e parte all'inseguimento. La scia di sangue della creatura ferita li conduce ad una grotta. Secondo alcune versioni gli uomini trovano il ragno già morto a causa del colpo infertogli da Raikō, secondo altre nella tana della creatura ha luogo un'ultima battaglia che vede l'eroe e i suoi compagni emergere vittoriosi.
L'associazione tradizionale degli tsuchigumo con una popolazione realmente esistita ha condotto alcuni a speculare che il demone del mito possa rappresentare un gruppo di banditi che l'eroe avrebbe affrontato e sconfitto.